# Melanoplus occidentalis

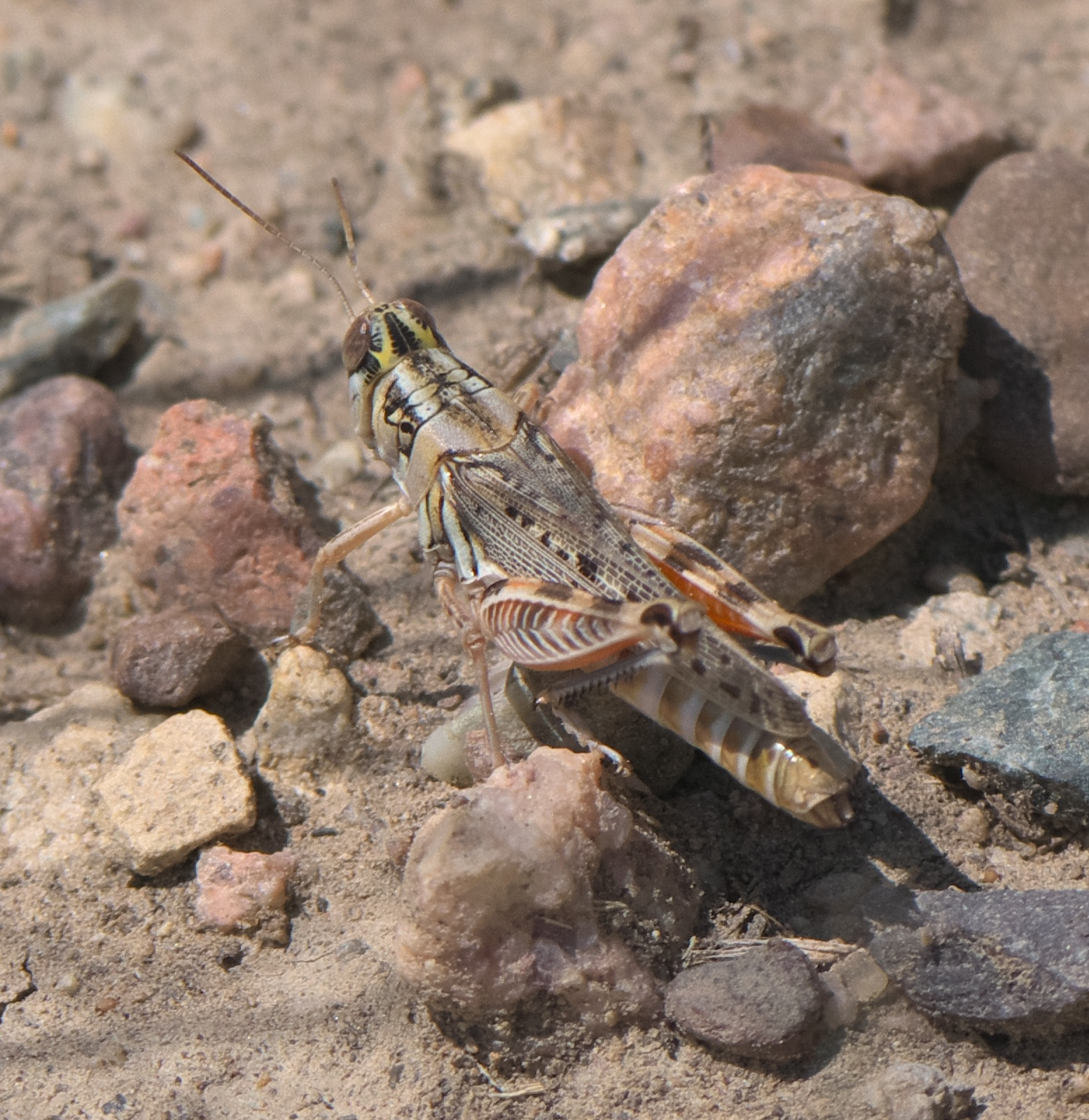
Occidentalis i Colorado

Melanoplus occidentalis är en insektsart som först beskrevs av Thomas, C. 1872.  Melanoplus occidentalis ingår i släktet Melanoplus och familjen gräshoppor. Inga underarter finns listade i Catalogue of Life.